# Giovanni Battista Landolina
Giovanni Battista Landolina, Marquès de San Alfano, fou un terratinent sicilià que va promoure i va coordinar la relocalització de la ciutat de Noto des del seu antic emplaçament sobre la muntanya Alveria a una millor ubicació en acabat el terratrèmol que va afectar Sicília, amb epicentre al Val di Noto el 1693.
La darrera paraula per a la reconstrucció de Sicília va ser la del virrei espanyol, el duc de Camastra, però Landolina va operar amb eficiència per aconseguir que el nou lloc per a la ciutat estigués a uns 10 km de l'emplaçament original. Se li atribueix haver dissenyat la nova ciutat amb l'ajut de tres arquitectes locals.
El disseny de la nova Noto està basat en tres carrers paral·lels, connectats per una sèrie de carrers més angosts en angle recte, generant per tant un patró octogonal, que permet visualitzar les tres places, cada una amb la seva església, la més gran de les quals és la catedral. El planejament urbà de Landolina es va basar en el sistema barroc, en el que la ciutat es divideix d'acord el rang social i posició. L'aristocràcia va obtenir els llocs més alts, la catedral es va situar en el centre de la ciutat, reflectint igual posició en la vida diària, i els pobres a la perifèria, on ningú més voldria viure. Més tard, els arquitectes Giovanni Battista Vaccarini, i Rosario Gagliardi van dissenyar molts edificis a la nova ciutat.
El govern de Landolina va finalitzar el 1730, quan el seu fill Francesco va construir la seva nova residència, el Palazzo Landolina, al centre de la ciutat al costat de la catedral. Actualment Noto és una gran atracció turística degut als molts exemples d'arquitectura del barroc sicilià construïts durant el període de planificació urbana de Landolina.